# Jesse Puts
Jesse Puts (Utrecht, 1 augustus 1994) is een Nederlandse zwemmer. In 2016 werd hij wereldkampioen op de 50 meter vrije slag (kortebaan). Op zowel de kortebaan als de langebaan is Puts voormalig houder van het Nederlands record op de 50 meter vrije slag en op de kortebaan eveneens op de 100 meter vrije slag.

## Carrière
Puts is begonnen bij UZV Zwemlust Den Hommel. Daar is hij groot geworden. Anno 2021 zwemt hij bij zwemvereniging Aquarijn.
Bij zijn internationale debuut, op de Europese kampioenschappen zwemmen 2014 in Berlijn, eindigde Puts als achtste op de 50 meter rugslag. Op de 50 meter vrije slag strandde hij in de series.
Op de Europese kampioenschappen kortebaanzwemmen 2015 in Netanja eindigde de Nederlander als achtste op de 50 meter vrije slag. Daarnaast werd hij uitgeschakeld in de series van de 100 meter vrije slag. Op de 4x50 meter wisselslag strandde hij samen met Sébas van Lith, Maarten Brzoskowski en Ben Schwietert in de series. Samen met Ben Schwietert, Inge Dekker en Ranomi Kromowidjojo sleepte hij de bronzen medaille in de wacht op de 4x50 meter vrije slag gemengd. Op de gemengde 4x50 meter wisselslag eindigde hij samen met Sébas van Lith, Dekker en Kromowidjojo op de vierde plaats.
Tijdens de Open Schotse kampioenschappen zwemmen in juli 2016 in Glasgow evenaarde Puts op de langebaan het Nederlands record op de 50 meter vrije slag van Pieter van den Hoogenband (22,03). Hij bleef daarmee een fractie boven de limiet (22,00) voor deelname aan de Olympische Zomerspelen 2016 in Rio de Janeiro. In oktober 2016 verbeterde hij met 21,17 het Nederlands record op de 50 meter vrije slag kortebaan van Johan Kenkhuis (21,41) uit 2005. En passant voldeed Puts aan de limiet voor deelname aan de wereldkampioenschappen kortebaanzwemmen 2016 in Windsor. In Canada werd hij wereldkampioen op de 50 meter vrije slag. Samen met Nyls Korstanje, Ben Schwietert en Kyle Stolk eindigde hij als vijfde op de 4x50 meter vrije slag. Op de gemengde 4x50 meter vrije slag legde hij samen met Nyls Korstanje, Ranomi Kromowidjojo en Maaike de Waard beslag op de zilveren medaille. Een week na de wereldkampioenschappen verbeterde hij, tijdens de Amsterdam Swim Meet, tot tweemaal toe het Nederlands record op de 50 meter vrije slag langebaan.

## Internationale toernooien
| Jaar   | Olympische Spelen                       | WK langebaan                                     | WK kortebaan                                                         | EK langebaan                                                | EK kortebaan |
| ------ | --------------------------------------- | ------------------------------------------------ | -------------------------------------------------------------------- | ----------------------------------------------------------- | --- |
| 2014   |                                         |                                                  | geen deelname                                                        | 43e 50m vrije slag 8e 50m rugslag                           | |
| 2015   |                                         | geen deelname                                    |                                                                      |                                                             | 8e 50m vrije slag · 20e 100m vrije slag · 14e 4x50m wisselslag · 4x50m vrije slag gemengd · 4e 4x50m wisselslag gemengd |
| 2016   | geen deelname                           |                                                  | 50m vrije slag · 6e 4x50m vrije slag · 4x50m vrije slag gemengd      | geen deelname                                               | |
| 2017   |                                         | 10e 4x100m vrije slag 21e 50m vrije slag         |                                                                      |                                                             | |
| 2018   |                                         |                                                  | 4x50m vrije slag gemengd · 4x50m wisselslag gemengd                  | 17e 50m vlinderslag 06e 4x100 vrije slag 06e 50m vrije slag | |
| 2019   |                                         | 12e 50m vrije slag 6e 4×100 m vrije slag gemengd |                                                                      |                                                             | 4×50 m wisselslag gemengd · 9e 50m vrije slag ·                                                                         |
| 2020** | 12e 50m vrije slag 12e 4x100 vrije slag |                                                  | 4e 4x100m vrije slag · 4x50m vrije slag gemengd · 4x50m vrije slag · | 4×100m vrije slag gemengd ·                                 | |
| 2021   |                                         |                                                  |                                                                      |                                                             | 4x50m vrije slag · 4x50m wisselslag · 6e 50m vrije slag · 4x50m vrije slag gemengd · 4x50m wisselslag gemengd* ·        |
| 2022   |                                         | 15e 50m vrije slag                               |                                                                      | 5e 4×100m vrije slag 9e 50m vrije slag                      | |
| 2023   |                                         |                                                  |                                                                      |                                                             | 4e 4x50m vrije slag · 4x50m wisselslag · 4e 4x50m vrije slag gemengd ·                                                  |

 *) Puts zwom alleen de series

 **) De internationale toernooien die in 2020 zouden plaatsvinden werden vanwege de coronapandemie uitgesteld tot 2021.

## Persoonlijke records
Bijgewerkt tot en met 3 november 2021
Kortebaan
| Afstand         | Tijd     | Datum             | Plaats    |
| --------------- | -------- | ----------------- | --------- |
| 50m vrije slag  | 20,99    | 4 november 2021   | Kazan     |
| 100m vrije slag | NR 46,52 | 3 oktober 2021    | Berlijn   |
| 50m rugslag     | 24,01    | 29 september 2018 | Eindhoven |
| 50m vlinderslag | 22,72    | 6 oktober 2018    | Boedapest |

Langebaan
| Afstand         | Tijd     | Datum            | Plaats    |
| --------------- | -------- | ---------------- | --------- |
| 50m vrije slag  | NR 21,82 | 17 december 2016 | Amsterdam |
| 100m vrije slag | 49,05    | 13 april 2019    | Eindhoven |
| 50m rugslag     | 25,07    | 20 augustus 2014 | Berlijn   |
| 50m vlinderslag | 23,68    | 1 juli 2018      | Rome      |